# Arena Pantanal
Arena Pantanal celým jménem Arena Multiuso Governador José Fragelli je víceúčelový stadion v brazilském městě Cuiabá. V současnosti je nejvíce využíván pro fotbal Byl otevřen v roce 2014 a jeho kapacita je 39 859 diváků. Byl vystavěn pro Mistrovství světa ve fotbale 2014, v jehož rámci se na něm odehrají čtyři zápasy základních skupin.